# Army Ruggers
Los Army Ruggers son la sección de rugby de los Army Black Knights, el equipo del Ejército de los Estados Unidos representado por la Academia West Point. Fue fundado en 1961 y compiten en la División 1-A Rugby, máxima categoría del rugby universitario estadounidense.
El Army tiene uno de los equipos más exitosos del país. Fue subcampeón tres veces en los años 1990, alcanzó las semifinales seis veces en los años 2000 y finalmente salió campeón en 2022.

## Historia
En 1980 se creó la College Premier Division, un campeonato universitario que reunía a los ganadores de las conferencias de todo el país en playoffs y determinaba al campeón nacional. El ejército se clasificó para todos los playoffs, jugó tres finales consecutivas de 1990 a 1992, llegó a semifinales cuatro años consecutivos entre 2000 y 2003, y dos veces seguidas en 2009 y 2010.

### División 1-A
En 2010 el formato de la Premier Division se modificó para seguir el modelo de las competiciones de la NCAA y de esta manera, 67 universidades (incluidas la armada, el ejército y la fuerza aérea) se dividieron en ocho conferencias.
Los Army Ruggers alcanzaron los cuartos de final en 2011 (perdieron ante Utah) y nuevamente en 2013. Ese último año fue suspendido brevemente, después de que varios miembros del equipo violaran el código de conducta del Ejército al reenviar correos electrónicos inapropiados.
En 2022 el Army ganó el título.

## Recursos
El plantel es integrado por más de 120 cadetes militares, que son distribuidos en cuatro equipos (A, B, C y D) según el talento. Los equipos A y B compiten en la División 1-A Este, mientras que los equipos C y D juegan torneos contra los clubes locales.
Los Black Knights juegan sus partidos de local en el Anderson Rugby Complex del campus de West Point. El rugby es un deporte relativamente popular ahí; por ejemplo, al partido de 2012 contra los Air Force Falcons asistieron 2000 personas.
Cuentan con un entrenador en jefe, Matt Sherman, profesional y civil. Él fue un jugador All-American de los California Golden Bears Rugby, ganó 4 campeonatos nacionales y anteriormente fue entrenador de San Diego State Aztecs Rugby y Stanford Cardinal Rugby.

## Rugby 7

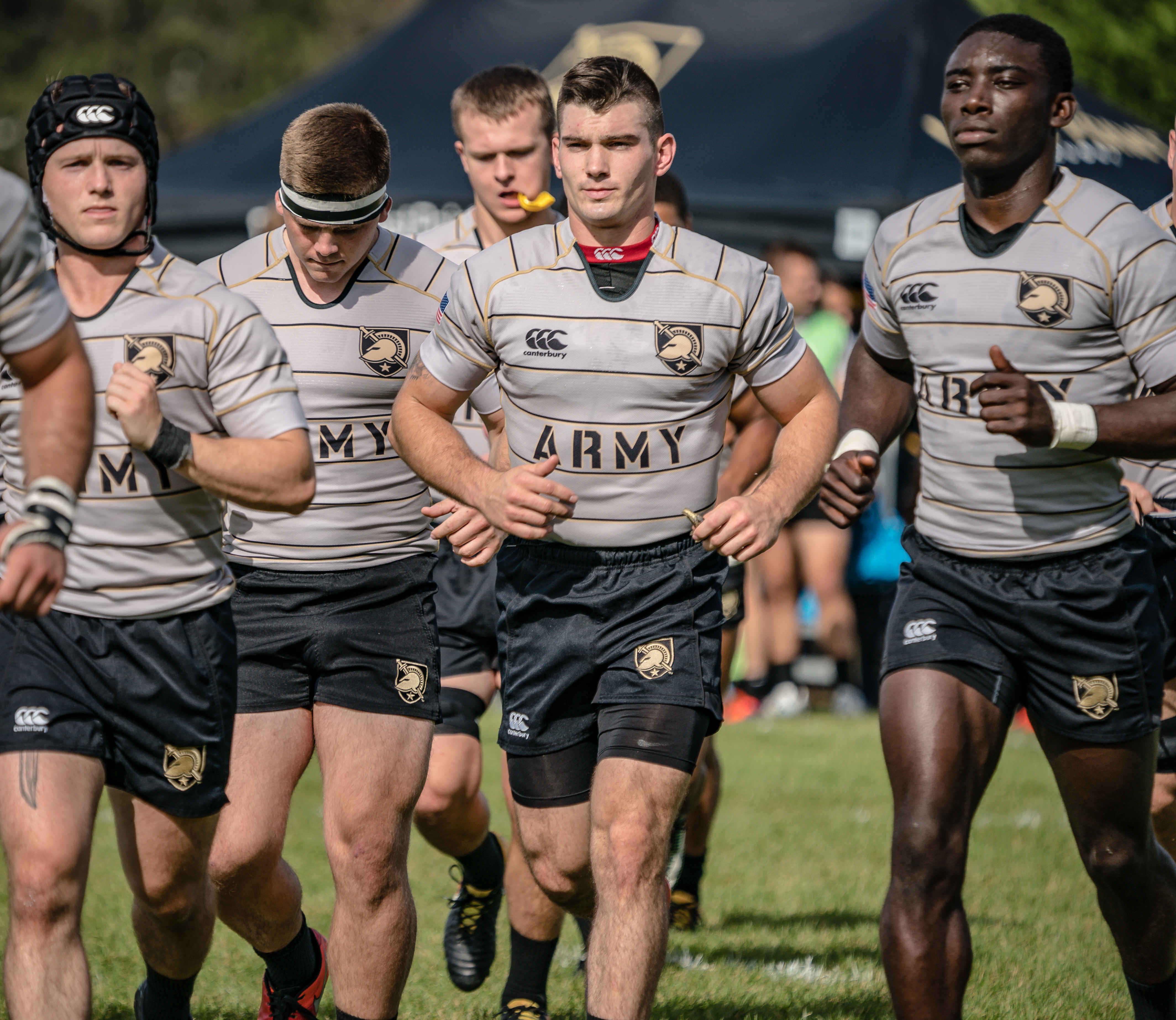
Vistiendo el segundo uniforme, 2017.

También juega en torneos de rugby 7, donde mantiene una entretenida rivalidad contra la Armada.
En el Collegiate Rugby Championship, el torneo de más alto perfil, llegó a la final en 2011. Se juega todos los años a principios de junio en el PPL Park de Filadelfia y se transmite en vivo por la NBC.
Ganaron el torneo inaugural de la Military Memorial Cup en el torneo Collegiate Rugby Championship en 2012 y ganaron la final del Bowl en 2016 con una victoria de 10-0 sobre Maryland. Su rivalidad con Navy los llevó a la victoria en 2016, donde igualaron las victorias del torneo contra Navy 2-2.

## Palmarés
- Campeón de la División 1-A Rugby de 2022.
  - Subcampeones en 1990, 1991 y 1992.